# جلد شمعي
الجلد الشمعي (بالإنجليزية: Waxy skin)‏ هي حالة جلدية تُلاحظ تقريبًا في حوالي 50% من مرضى السكري الذين يُعانون من النوع طويل الأمد.:540